# 塔上镇
塔上镇，是中华人民共和国河北省石家庄市灵寿县下辖的一个乡镇级行政单位。

## 行政区划
塔上镇下辖以下地区：
塔上村、马庄村、许家村、贾庄村、刘家村、高家湾村、北广化村、南广化村、中菅村、东菅村、桑家庄村、李家庄村、西菅村、万里村、赵庄村、东金山村、曹庄村和索庄村。